# طوز خورماتو
طوزخورماتو أو الطوز أو الدوز (بالكردية: دووزخورماتوو، Xurmatû) (بالتركمانية: Tuzxurmatu) هي مدينة عراقية تقع بشمال شرق العراق تتبع إداريًا محافظة صلاح الدين منذ إجراء التعديلات الإدارية عام 1976 حيث كانت قبل ذلك تتبع محافظة كركوك. يتبع القضاء أربع نواحي وهي ناحية قادر كرم آمرلي وبسطاملي وسليمان بيك وينكجة. البلدة متعددة الأعراق، يسكنها الكرد والتركمان والعرب.

## التسمية
هناك اختلاف في أصل الاسم (طوز خورماتو)، قيل إن أصل التسمية (خورما-تي) أو (خورماتو) مشتقة من كلمتي (خورما، كلمة تركمانية تعني التمر) و(تو) وهي كلمة تركمانية أيضا تعني (التوت) فيكون المعنى الإجمالي، التوت بحجم التمر لكبر حجمه،او مدينة التوت والنمر  حيث من يلاحظ أشجار التوت من بساتين المدينة التي لم يبق منها الشيء الكثير تثمر توتا بهذا الحجم، وفريق آخر يعتقدون أن الاسم إنما يتكون من اسم تركي «دوز-خورماتو» تعني الملح والتمر، ويعزون ذلك إلى اشتهار المدينة سابقا بهذه المنتجات الثلاثة. إضافة إلى ذلك،
وهنالك رأي آخر يعتقد أن أصل التسمية آشوري قديم، حيث كانت المدينة قديما تحمل اسم (خير متي) فحرف وصحف إلى (خورماتو وخورماتي)، وأضيفت إليه (طوز أو دوز) بعد اكتشاف الملح فيها لاحقا، فيكون المعنى الإجمالي (ملح خير متي) أو (قلعة خير متي).

## الأنهار
آق صو (بالكردية: ئاوەسپێ) وهي وتعني الماء (بالتركمانية: صو وبالكردية: ئاو) الصافي أو الأبيض (بالتركمانية: آق وبالكردية: سپى) يمر وسط قضاء طوزخورماتو ويستمر بشكل موازي للفرعين الآخرين ويلتقي بمجرى العظيم قرب جبال حمرين. وينبع النهر من مرتفعات سنكاو المطيرة نسبيا ويستمر جريان مياهه في الصيف أيضاً.

## آثارها
أهم المناطق الأثرية والتراثية في مدينة طوز خورماتو هي
1. أولو تبة: وهو تل أثري يقع على ارتفاع 5م وهو مسجل لدى دائرة الآثار.
2. بش بارماق: أي خمسة أصابع وهي منطقة أثرية مرتفعة نسبياً على أرض مبنية من الطابوق طول كل إصبع أكثر من مترين تقريباً وتقع شمال غرب أولو تبة.
3. طاشلي تبة: وهي تل أثري يقع على طريق ينكجة ومسجل في دائرة الآثار.
4. توراة اليهود: تقع على نهر بيوك أرخ في القسم الشرقي من المدينة ويرجع إلى تاريخ (1307هـ) حيث اتخذ قوم اليهود محلاً للعبادة.
5. بويوك قيصري (بويوك خان): سوق القيصرية الكبير أو الخان الكبير بناه حسن شيخلر ويقال أنه من أهالي كركوك منطقة تسين صاحب المال والجاه وصاحب القافلة بناه ليستريح مع قافلته، ويحتوي السوق على 30 دكان من داخل القيصرية تم بناؤه عام 283هـ ـ 1863م ومرتبط بالخان بعدة دكاكين من الداخل مع القيصرية.
6. ديوان خانة قنبر آغا: يقع على نهر بويوك أرخ مقابل دار اسطة سعيد البناء في عام 1923م وكان هذا الديوان يستقبل الضيوف وكذلك موقع لاجتماعات أهالي القصبة وعشائر المنطقة، حيث بناه حاج قنبر آغا ثم تولّى ولده زين العابدين آغا وآثاره باقية ليومنا هذا.
7. آثار براوجلي: وهو آثار عديدة تقع جنوب قضاء طوزخور ماتو وبالتحديد في قرية براوجلي التركمانية.

## السكان

### الديمغرافية
%50 من السكان كانوا من الكُرد في تعداد عام 1947.
طوزخورماتو مدينة متعددة الأعراق حيث يسكنها أغلبية من التركمان الشيعة بالإضافة إلى العرب والكرد.[بحاجة لمصدر]وعند الرجوع لتعداد عام 1957م نرى أن عدد نفوس مركز القضاء فقط قد بلغ 8,978 نسمة والذي كان يتكون حينذاك من أربعة أحياء وهي:[بحاجة لمصدر]
1. ملا صفر محللاسي ومختاره عباس حميد ومن بعده زين العابدين وهاب.[بحاجة لمصدر]
2. مصطفى آغا محللاسي ومختاره أحمد مهدي آقصو.[بحاجة لمصدر]
3. أورطه محللاسي ومختاره نوري حسن مختار.[بحاجة لمصدر]
4. جقله محللاسي ومختاره صادق جعفر.[بحاجة لمصدر]

## عشائرها
يسكن قضاء طوز خورماتي والقرى والنواحي التابعة لها مجاميع وأفخاذ وعوائل تركمانية و كردية و عربية عديدة.

## أحداث تاريخية
من الأحداث التاريخية التي شهدها قضاء طوز خورماتو انتفاضة 6 حزيران/ يونيو 1954 فقد سئم سكان اللواء وقضاء طوز خورماتو اللعبة الانتخابية التي كانت تمارسها بعض الحكومات العراقية لتأتي بمؤيديها إلى قاعة البرلمان كنواب عن الدوائر الانتخابية المختلفة.
وقد صمم سكان قضاء طوز خورماتو التركمان على إظهار الوحدة والتكاتف والحيلولة دون تزييف الانتخابات بكل الوسائل الممكنة وطالبوا بانتخابات حرة ونزيهة بعيدة عن التأثير الحكومي وموالاة المرشحين الحكوميين.
كان هناك في انتخابات 1954 مرشحان، الأول هو جهاد الونداوي أما الثاني فهو زين العابدين الحاج قنبر آغا الذي ارتضاه أهل طوز خورماتو ليمثلهم في مجلس النواب.
تشكلت المراكز الانتخابية في دائرتين هما:
1. نادي الموظفين
2. مدرسة طوز الابتدائية الأولى.

وقد بدأت عملية الاقتراع في الساعة السادسة صباحا وبعد مرور بضع ساعات على البدء في هذه العملية أدرك سكان طوز خورماتو أن السلطة المحلية تميل إلى المرشح جهاد الونداوي ضاربة بعرض الحائط بمبدأ الحياد ومنفذة أوامر السلطة المركزية في بغداد. وقد اعترض ممثلو المرشح الآخر بأن هناك أشخاصا جلبوا خصيصا للتصويت للونداوي يصوتون أكثر من مرة.
قدم أهالي طوز مذكرة اعتراض تحريرية إلى قائمقام قضاء طوز المعين من قبل الحكومة (حامد الآلوسي) وبدلاً من أن يأمر القائمقام بالتحقيق في الموضوع وإحقاق الحق أصدر أوامره بإلقاء القبض على معتمد المرشح التركماني الحاج مبارك حسن فأيقن المواطنون أن الأمر متجه إلى أسوأ الاحتمالات وبدأ الجمهور بالغليان ثم ما لبث المحتجون أن داهموا المركزين الانتخابيين وحطموا الصناديق الانتخابية.
وقد لاحظ الجمهور وجود أناس مدججين بالسلاح في مقر الدائرة الانتخابية الأولى في مقر نادي الموظفين تحت سمع قوات الشرطة وبصرها في محاولة لإرهاب الجماهير الغاضبة، إلا أن ذلك لم يمنع تقدم الجمهور بصورة كثيفة وبدأ المتظاهرون العزل يرمون المسلحين الموجودين في مقر النادي بالحجارة والطابوق مما اضطر هؤلاء النفر إلى الالتجاء إلى البساتين المحيطة بالنادي.
وقد استمرت الاشتباكات بين أهالي القضاء والوافدين الذين كان جل اهتمامهم العمل على إنجاح مرشح الحكومة وبدأ إطلاق النار الكثيف على المحتجين واستشهد في هذه الحادثة سليمان علي من أهالي قضاء طوز خورماتو الأصلاء، دليلا آخر على الرفض التركماني المطلق للعملية غير الحضارية المتمثلة في تزوير إرادة الشعب العراقي عامة والتركماني خاصة.
وتشاء الأقدار أن تعيش طوز خورماتو مأساة أخرى بعد حوالي نصف قرن وتحديدا في الثاني والعشرين والثالث والعشرين من آب(أغسطس) 2003 فقد أراد أهالي قضاء طوز ترميم مقام ومزار الإمام المرتضى على أعالي جبل طوز المطل على نهر أق صو فعمد حاقدون لا يريدون الهناء لأهالي طوز إلى تخريبه والإساءة إليه شهد القضاء احتجاجات حاشدة وتوجه الأهالي إلى ترميم المزار مرة أخرى وعندها داهمتهم جموع من الغوغاء وأطلقت عليهم النار فاستشهد بعض الشباب وعندما قام الأهالي بتشييع شهدائهم حدثت مواجهات أخرى أدمت قلوب المواطنين.

### نزاع طوزخورماتو
هو نزاع حصل بين القوات الكردية المتمثلة بالبيشمركة وقوات الحشد الشعبي بسبب مشاكل سياسية وأمنية إضافة إلى التوسع الكردي الذي شهده العراق بعد سيطرة تنظيم داعش على أغلب مناطق شمال بغداد منها محافظة صلاح الدين.